# Isla Shuwaikh
Isla Shuwaikh (en árabe: جزيرة الشويخ) también conocida como Isla Qurain, o la isla de Akkaz, es una antigua isla de Kuwait en la Bahía de Kuwait. Como isla, se ubica cerca de 1 kilómetro de distancia de la costa y es de aproximadamente 12.000 metros cuadrados de tamaño. El suelo es de arcilla arenosa, intercalado con varias colinas. Shuwaikh es también un sitio arqueológico con piezas que datan del 2000 ac. La "isla" se une ahora a la zona industrial Shuwaikh como una extensión, a través de un puente de tierra artificial y por lo tanto a veces no es considerada una isla.